# Jim Bolger
James Brendan (Jim) Bolger (Opunake, 31 mei 1935) is een voormalig Nieuw-Zeelands politicus. Hij was van 1990 tot 1997 de 35e premier van Nieuw-Zeeland.

## Levensloop

### Vroege jaren
Bolger werd geboren in een Rooms-katholiek gezin. Zijn ouders waren vijf jaar voor zijn geboorte vanuit Ierland naar Nieuw-Zeeland geëmigreerd. Hij verliet de schoolbanken op zijn vijftiende en ging werken in de melkveehouderij van zijn familie. Hij trouwde in 1963 en kreeg twee jaar later een eigen boerderij bij Te Kuiti. In deze periode werd hij actief in de lokale politiek.

### Parlementslid
Bolger stelde zich in 1972 namens de National Party met succes verkiesbaar voor het parlement. In 1977 werd Bolger opgenomen in het kabinet van premier Robert Muldoon, eerst als minister van Visserij en onderminister van Landbouw, in de kabinetsperiode daarna als minister van Arbeid en minister van Immigratie.
Na de verloren verkiezingen van 1984 daagden zowel Jim McLay als Bolger Muldoon uit voor het partijleiderschap. McLay won de interne verkiezingen en benoemde Bolger als vicepartijleider. Twee jaar later daagde Bolger McLay uit en werd gekozen als partijleider. In die hoedanigheid zette hij vooral in om een "law en order". Bij de parlementsverkiezingen in 1987 won Bolger twee zetels, maar dat was niet genoeg om de Labour Party te verslaan. In de regeringsperiode daarna was er veel onvrede over het economisch beleid van de regering. Bolger maakte daar gebruik van en won de verkiezingen van 1990. De National Party verkreeg 67 van de 97 zetels. Daarmee was het in de geschiedenis van Nieuw-Zeeland tot op heden de grootste overwinning voor een partij op nationaal niveau qua aantal zetels.

### Premier

#### Eerste termijn
Drie dagen na Bolgers aantreden als minister-president was er een bail-out van de Bank of New Zealand nodig, op dat moment de grootste bank van Nieuw-Zeeland. Dit kostte de Nieuw-Zeelandse regering veel geld waardoor Bolgers minister van Financiën Ruth Richardson bij haar eerste begrotingsvoorstel drastische bezuinigen moest voorstellen, met name op het terrein van de gezondheidszorg en sociale zekerheid. Zo werd er gekort op uitkeringen en werd er vaker een eigen bijdrage verlang van patiënten in de zorg. De National Party hield wel haar verkiezingsbelofte om de belastingheffing over de pensioenuitkering terug te draaien.
Een belangrijke wet die tijdens Bolgers eerste termijn werd doorgevoerd was de Employment Contracts Act. Tot dan toe hadden vakbonden een belangrijke positie bij cao-handelingen. De nieuwe wet maakte het voor iedereen mogelijk om afspraken te maken over de arbeidsomstandigheden en hoogte van de lonen. De macht van de vakbonden nam af als gevolg van de wet. Ook hun ledenaantallen daalden fors.
Bolger was een tegenstander van electorale hervormingen, maar toch werd er een referendum over gehouden. De centrale vraag daarbij was of Nieuw-Zeeland tijdens de nationale verkiezingen afscheid moest nemen van het districtenstelsel naar Brits model en in plaats daarvan zou moeten kiezen voor een systeem waarbij er sprake is van evenredige vertegenwoordiging. Uiteindelijk werd er gekozen voor een middenweg. Elke burger kreeg twee stemmen, een voor het district en een voor de landelijke lijst.

#### Tweede termijn
Bij de verkiezingen van 1993 verloor de National Party veel zetels, maar haalde toch de absolute meerderheid (50 van de 99 zetels). Toch zag Bolger er de noodzaak van in om met de andere partijen samen te werken. Als tegemoetkoming verving hij de vrij uitgesproken Richardson als minister van Financiën voor Bill Birch, die een gematigde koers voorstond.
Bolger sprak zich in 1994 uit voor het omvormen van Nieuw-Zeeland naar een republiek. Daarmee zou Nieuw-Zeeland uit het Gemenebest stappen. Hij ontkende dat deze opvatting voort kwam uit zijn Ierse achtergrond. De regering van Bolger stapte in 1996 af van het Britse onderscheidingssysteem en kwam in plaats daarvan met een eigen decoratiestelsel.
De regering van Bolger werd in april 1995 in verlegenheid gebracht toen een uitkijkplatform in het riviertje Cave Creek instortte, waardoor veertien mensen overleden. Het ministerie van Natuurbehoud (in het Engels: Department of Conservation) was verantwoordelijk voor het toezicht. Als gevolg van de ramp trad de minister van Natuurbehoud Nick Smith in mei 1996 af.

#### Derde termijn
Als gevolg van het nieuwe kiesstelsel scheidde richting de verkiezingen van 1996 verschillende parlementariërs van de National Party zich af en gingen verder als United New Zealand. Ook kwamen er verschillende splinterpartijtjes op die opeens hun kans roken. De National Party werd de grootste partij met vierenveertig van de honderd zetels. De partij vormde na lange onderhandelingen een coalitie met New Zealand First dat onder leiding stond van Winston Peters. Bolger moest een hoge prijs betalen. Peters werd namelijk vicepremier en schatkistbewaarder en was daarmee hoger in rang dan de minister van Financiën Birch.
Binnen zijn eigen partij was er veel onvrede over de toezeggingen die Bolger had moeten doen. Hij werd in december 1997 uitgedaagd door de minister van Transport Jenny Shipley, terwijl hij op reis was in het buitenland. Na zijn terugkeer ontdekte Bolger dat hij te weinig steun had onder partijgenoten, waarop hij zelf ontslag nam als premier.

### Latere jaren
Bolger verliet het parlement enkele maanden later waarna hij werd benoemd tot Nieuw-Zeelands ambassadeur naar de Verenigde Staten. Na zijn terugkeer in 2001 werd hij directeur bij de New Zealand Post. In 2008 werd hij directeur bij de New Zealand Rail. Het nationale spoorbedrijf was in 1993 door Bolgers regering geprivatiseerd, maar in 2008 werd de opvolger Toll NZ teruggekocht door de staat. Verschillende commentatoren vonden het ironisch dat Bolger de nieuwe directeur was, waarop hij reageerde door te stellen dat zijn leven vol zit met ironie en dat "de wereld is veranderd".

## Persoonlijk
Bolger is getrouwd met Joan Maureen Riddell.